# 台州轨道交通
台州轨道交通，是中华人民共和国浙江省台州市的城市轨道交通系统，为中国大陆已获准建设的大运量城市轨道交通线网中最后一个开通首条线路的系统。
2014年12月，《浙江省都市圈城际铁路近期建设规划》获得国家发展改革委批复，当中包括台州都市圈的两条市域铁路。线网首条线路S1线于2022年12月28日正式开通运营。

## 线路简介

台州市域铁路规划线路图

### 市郊铁路
台州市郊铁路为利用国铁金台铁路台州段开行的市郊列车服务，于2021年8月11日开通，可实现与市域铁路S1线、规划S2线及S3线的便捷换乘。

### S1线

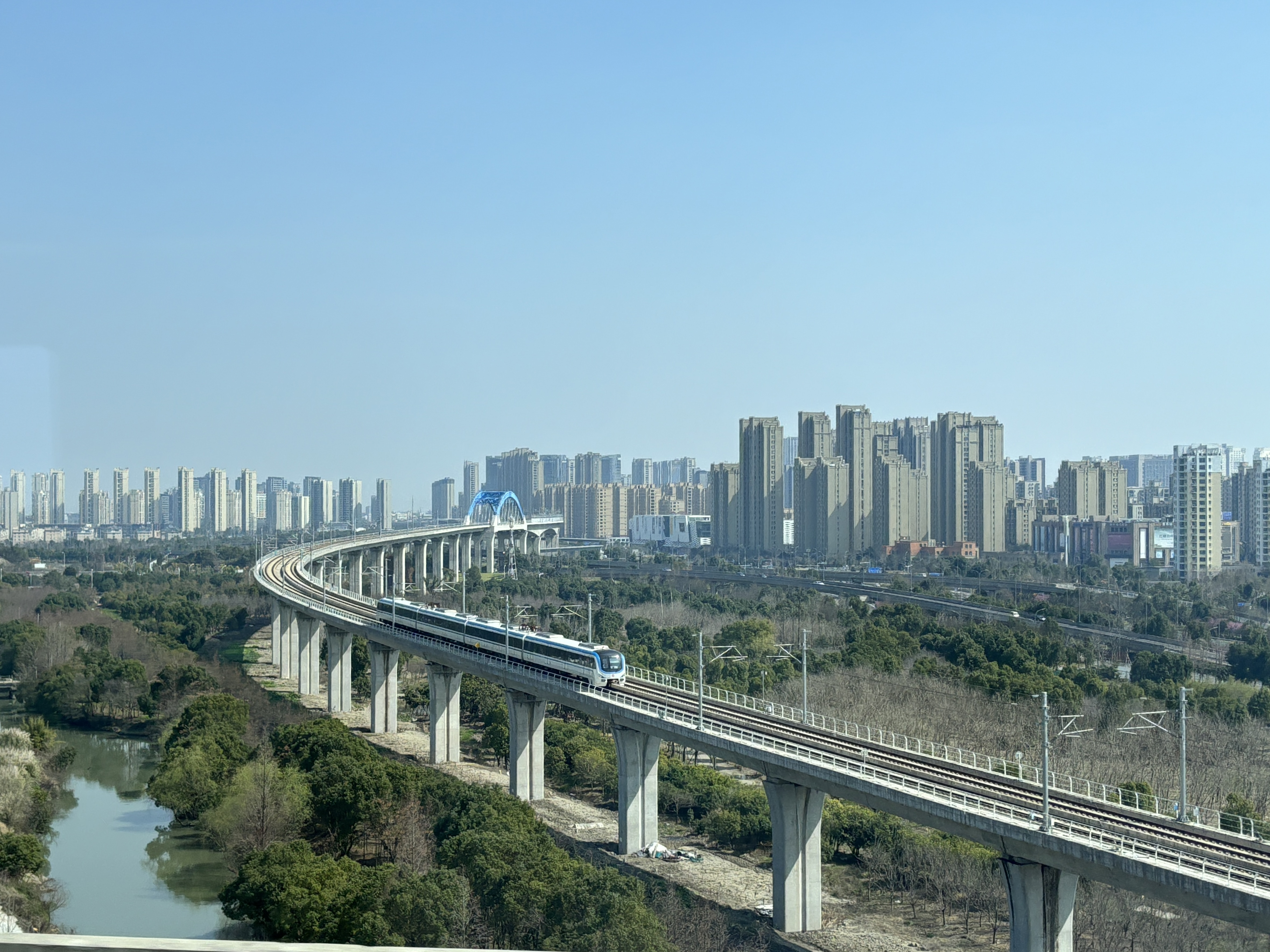
一列S1线列车于路桥区路北街道

S1线为南北走向线路，一期工程起于台州市区的杭绍台铁路台州中心站（现已更名为台州站），终于温岭市城南镇。
线路全长52.4千米，设站15座，其中地下站7座，高架站8座，台州中心站和温岭城南镇设停车场，平均站间距3.73km。S1线路一期工程已于2022年12月28日建成通车。
S1二期北延段为正北转东西走向，从台州中心站起，跨椒江后，经章安、杜桥至头门港。
S1二期南延段为西南转东南走向，从温岭城南站起，经岙环、沙门、楚门、芦浦、玉环城区，终于玉环市坎门街道。

### S2线
受到杭绍台铁路引入台州影响，台州市对城市总体规划进行调整。S2线一期起点由原来2014年国家发改委批复的新前站调整为黄岩区北洋站，终点则是由原来2014年国家发改委批复的白云山站调整为滨海集聚区无人机小镇站。
S2线为东西-南北走向线路，2023年开工建设黄岩北洋站经台州火车站至方特，全长66公里。

## 建设历史
2014年12月，中华人民共和国国家发展和改革委员会正式同意了《浙江省都市圈城际铁路规划》，其中包括两条台州都市圈线路。
2015年1月，台州市轨道交通建设开发有限公司成立。
2016年9月3日，浙江省发展和改革委员会批准台州市域铁路S1线一期工程初步设计。11月17日，S1线一期工程正式开工。
2017年3月31日，台州市域铁路S1线一期工程PPP项目社会资本方中车联合体中标，6月23日，台州市发改委与中车联合体签订合作协议。
2017年4月22日下午4时10分，在台州市椒江区洪家街道西王村的施工现场，台州市域铁路S1线“第一墩”正式开始浇筑。
2017年10月26日，台州市域铁路S1线一期PPP项目举行合同签约仪式。
2023年2月21日，台州市域铁路S2线先行段开工，12月18日实现全线开工。

## 线网规划
2025年3月，台州市人民政府批复《台州市城市轨道交通线网规划（2021-2035）》。该版规划范围为台州市区、温岭市和临海市，包含以下线路：
| 类型         | 线路     | 远期规划（2035年）   | 远期规划（2035年） | 远期规划（2035年） | 远景规划（2050年）   | 远景规划（2050年） | 远景规划（2050年） |
| 类型         | 线路     | 起讫站               | 长度 (km)          | 设站               | 起讫站               | 长度 (km)          | 设站               |
| ------------ | -------- | -------------------- | ------------------ | ------------------ | -------------------- | ------------------ | ------------------ |
| 市域铁路     | S1线     | 台州站－岙环         | 56.6               | 16                 | 台州站－岙环         | 56.6               | 16                 |
| 市域铁路     | S2线     | 北洋－方特           | 66.6               | 22                 | 北洋－石塘           | 114.1              | 32                 |
| 市域铁路     | S3线     | 东塍－车埭           | 46.6               | 14                 | 东塍－车埭           | 46.6               | 14                 |
| 市域铁路     | S4线     | 黄岩－头门港新区     | 66.0               | 19                 | 黄岩－头门港新区     | 66.0               | 19                 |
| 市域铁路     | S4线支线 | 台州机场－滨海集聚区 | 12.0               | 5                  | 台州机场－滨海集聚区 | 12.0               | 5                  |
| 市域铁路     | S5线     | 不適用               | 不適用             | 不適用             | 温岭西－滨海         | 24.2               | 8                  |
| 城市轨道交通 | M1线     | 不適用               | 不適用             | 不適用             | 数字产业园－桥洋     | 31.8               | 18                 |
| 城市轨道交通 | M2线     | 不適用               | 不適用             | 不適用             | 王岙－大路线         | 39.4               | 28                 |
| 总计         | 总计     |                      | 247.8              | 76                 |                      | 390.7              | 140                |